# يوبولدو نوبيلي
يوبولدو نوبيلي (بالإنجليزية: Leopoldo Nobili)‏ (و. 1784 – 1835 م) هو فيزيائي  وكان عضواً في الأكاديمية البروسية للعلوم .
توفي في فلورنسا، عن عمر يناهز 51 عاماً.